# Conus ione
Conus ione é uma espécie de gastrópode do gênero Conus, pertencente à família Conidae.